# Brute Corps
Brute Corps è un film statunitense del 1971 diretto da Jerry Jameson.

## Trama
Kevin e Terry viaggiano insieme in Messico e incontrano una banda di mercenari in attesa della loro prossima missione, ma i due vengono sottoposti a torture brutali.